# Долих
Долих (др.-греч. Δόλιχος «длинный») — персонаж древнегреческой мифологии. Элевсинский герой, упомянут в поэзии Гомера и Гесиода.
Упоминается вместе с учредителем Элевсинских мистерий Евмолпом. У Гомера в гимне к Деметре назван как один из пользующихся уважением элевсинцев, среди которых, кроме Евмолпа, также Триптолем, Диокл и Поликсен.